# Whisky Romeo Zulu
Pour plus de détails, voir Fiche technique et Distribution.
Whisky Romeo Zulu est un film argentin réalisé par Enrique Piñeyro, sorti en 2004.

## Synopsis
Le film raconte les événements ayant mené au crash du vol LAPA 3142.

## Fiche technique
- Titre : Whisky Romeo Zulu
- Réalisation : Enrique Piñeyro
- Scénario : Enrique Piñeyro et Emiliano Torres
- Musique : Eduardo Criscuolo
- Photographie : Ramiro Civita
- Montage : Alejandro Brodersohn et Jacopo Quadri
- Production : Enrique Piñeyro
- Société de production : Aquafilms et Terra Vermelha Films
- Société de distribution : MK2 Diffusion (France)
- Pays :  Argentine
- Genre : Drame et thriller
- Durée : 105 minutes
- Dates de sortie : 
  -  Canada : 10 septembre 2004 (festival international du film de Toronto)
  -  Argentine : 21 avril 2005
  -  France : 29 juin 2005

## Distribution
- Enrique Piñeyro : T
- Mercedes Morán : Marcela
- Alejandro Awada : Gonzalo
- Adolfo Yanelli : Fiscal
- Carlos Portaluppi : Gordo
- Martín Slipak : Little T
- Sergio Boris : Adrián
- Martín Adjemián : De Angelis
- Miguel Dedovich : Trapattoni
- Mucio Manchini : Luigi

## Distinctions
Le film a été nommé pour sept Argentinean Film Critics Association Awards, a reçu le Soleil d'or au festival Biarritz Amérique latine 2004 ainsi que le prix du public pour un film argentin et le prix SIGNIS au festival international du cinéma indépendant de Buenos Aires, le prix Coral du meilleur premier film et le prix de la diversité culturelle Festival international du nouveau cinéma latino-américain de La Havane et le prix du meilleur acteur pour Enrique Piñeyro au festival international du film de Viña del Mar.